# Anadenobolus newtonianus
Anadenobolus newtonianus är en mångfotingart som först beskrevs av Chamberlin 1918.  Anadenobolus newtonianus ingår i släktet Anadenobolus och familjen Rhinocricidae. Inga underarter finns listade i Catalogue of Life.